# Юй Шинань
Юй Шинань (虞世南, 558 —11 липня 638) — китайський каліграф часів династій Суй та Тан.

## Життєпис
Народився у 558 році у м. Юйяо повіту Юечжоу (сучасна провінція Чжецзян). Учителем каліграфії Юй Шинаня був чернець Чжи-юн, що зумовило пряму спадкоємність його стилю від Ван Січжи. Почавши, як Оуян Сюнь, кар'єру при дворі династії Суй, Юй Шинань з почестями продовжив її при танськой імператорі Тай-цзуні, який поважав каліграфа не тільки за талант, але й за його чесноти. Юй Шинань був улюбленим співрозмовником імператора, з яким той обговорював принципи мистецтва каліграфії.

## Калігрфія
У почерках сіншу та цаошу Юй Шинань вмів бути на рідкість невимушеним. Але основний його внесок в історію китайської каліграфії пов'язаний з статутом. Однією з найшанованіших стел періоду династії Тан є стела в храмі Конфуція «Кун-цзи мяотанбей», споруджена у 626–630 роках у зв'язку з реставрацією храму. Юй Шинань виконав стелу почерком кайши.
Стиль Юй Шинаня елегантний і серйозний, природний та глибокий. Техніка його роботи пензлем відрізняється внутрішньою твердістю при зовнішній м'якості. В силу її ясності каліграфію Юй Шинаня завжди копіювали й продовжують копіювати дотепер. Але таємниця гармонії стилю Юй Шинаня відкрилася лише наступним поколінням, які протягом довгих десятиліть вивчали його творчість. Такими вважаються сунський майстер Цай Сян, юаньський Чжао Менфу, мінські Чжу Юньмін та Дун Цичан.

## Праці
Юй Шинанєм написані трактати «Виклад каліграфічних установок» (Шучжішу), «Глави про погляди на навчання» (Гуаньсюе пянь), «Бесіди про сутність пензля» (Бісуньлунь).